# Sekundærrute 525
De Sekundærrute 525 is een secundaire weg in Denemarken. De weg loopt van Rødkærsbro via Bjerringbro, Ulstrup en Langå naar Randers. De Sekundærrute 525 loopt door Midden-Jutland en is ongeveer 35 kilometer lang.